# Кавакита, Рё
Рё Кавакита (яп. 川北 亮 Кавакита Рё:, родился 13 декабря 1978), более известен под своим псевдонимом — Maximum the Ryo (マキシマムザ亮君 Макисимаму дза Рё:) — основной гитарист, один из вокалистов и автор песен японской ню-метал группы Maximum the Hormone.

## Общая информация
Рё начал играть на гитаре ещё в средней школе, после чего его старшая сестра Нао Кавакита, являющаяся барабанщицей в Maximum the Hormone, взяла его в группу вместо ушедшего участника — Кэя.
Он является основным гитаристом и вокалистом группы, также он самостоятельно пишет почти всю музыку и тексты к песням.

## Группы, оказавшие влияние
- Tool[1]
- System of a Down
- NOFX
- The Ramones
- Korn
- Mr. Bungle
- Pantera
- Oasis
- The Fall of Troy
- Molotov
- Cheap Trick